# Vukovar se vraća kući
Vukovar se vraća kući é um filme de drama croata de 1994 dirigido e escrito por Branko Schmidt. Foi selecionado como representante da Croácia à edição do Oscar 1995, organizada pela Academia de Artes e Ciências Cinematográficas.